# Ochla (Lubusz)
Ochla is een plaats in het Poolse district Zielonogórski, woiwodschap Lubusz. De plaats maakt deel uit van de gemeente Zielona Góra en telt 1544 inwoners.

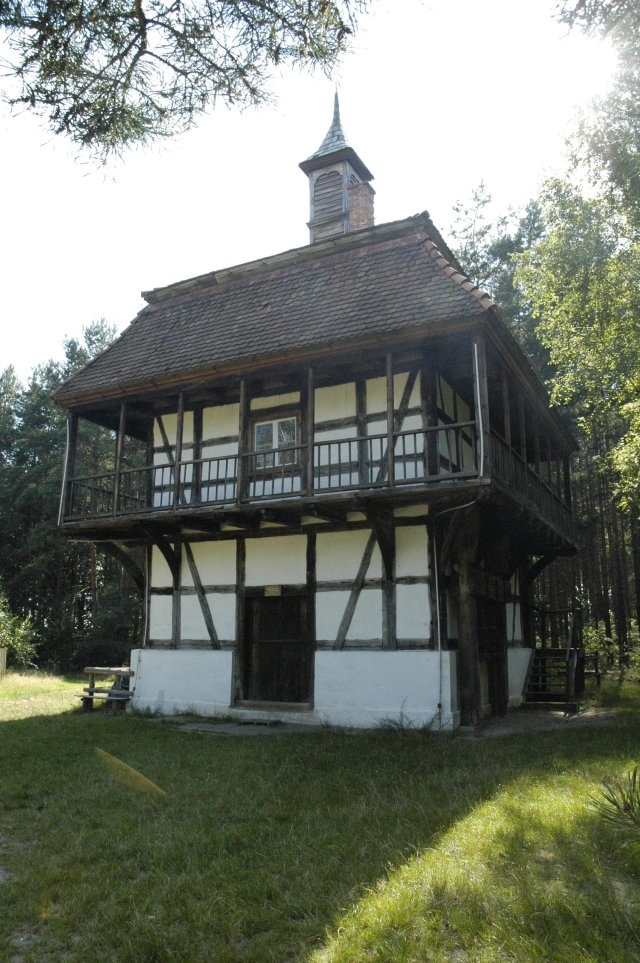